# Teta de Hilaria
La Teta de Hilaria es una formación de montaña ubicada en el extremo norte del Municipio Naguanagua, Carabobo), Venezuela. A una altitud de 1.660 m s. n. m., la Teta de Hilaria es una de las montañas más altas en Carabobo. Sobre la Hilaria pasa un camino que desde el siglo XVII ha servido como ruta directa para llegar de Valencia a San Esteban en la costa de Puerto Cabello.

## Ubicación
La Teta de Hilaria se encuentra al norte de Naguanagua, en el corazón del parque nacional San Esteban. Al norte se continúa hasta llegar al Mar Caribe por Puerto Cabello.